# Gramova matrika
Gramova matrika (oznaka {\displaystyle G\,}) (tudi gramian) množice vektorjev {\displaystyle v_{1},\dots ,v_{n}} je Hermitska matrika notranjih produktov. Njeni elementi so dani z 
{\displaystyle G_{ij}=\langle v_{j},v_{i}\rangle }
Imenuje se po danskem matematiku Jørgenu Pedersenu Gramu (1850 – 1916). 
Ena izmed uporab Gramove matrike  je njena pomembnost pri določanju linearne neodvisnosti množice vektorjev. Vektorji so linearno neodvisni, če, in samo, če je njihova Gramova determinanta različna od 0. Gramova determinanta je determinanta Gramove matrike.

## Gramova matrika
Gramova matrika je določena z 
{\displaystyle G(a)=(\langle a_{i},a_{j}\rangle )_{ij},\quad \forall i,j=1\ldots n,}.
ali
{\displaystyle G(a)=\left({\begin{array}{ccc}\langle a_{1},a_{1}\rangle &\cdots &\langle a_{1},a_{n}\rangle \\\vdots &\ddots &\vdots \\\langle a_{n},a_{1}\rangle &\cdots &\langle a_{n},a_{n}\rangle \end{array}}\right),}
kjer je
- {\displaystyle \langle a_{i},a_{j}\rangle \,} notranji produkt vektorjev {\displaystyle a_{i}\,} in {\displaystyle a_{j}\,}.

## Gramova determinanta
Gramova determinanta je determinanta Gramove matrike. Določena je z
{\displaystyle {\begin{vmatrix}\langle e_{1},e_{1}\rangle &\langle e_{1},e_{2}\rangle &\ldots &\langle e_{1},e_{n}\rangle \\\langle e_{2},e_{1}\rangle &\langle e_{2},e_{2}\rangle &\ldots &\langle e_{2},e_{n}\rangle \\\ldots &\ldots &\ldots &\ldots \\\langle e_{n},e_{1}\rangle &\langle e_{n},e_{2}\rangle &\ldots &\langle e_{n},e_{n}\rangle \\\end{vmatrix}}\,}
kjer je
- {\displaystyle \langle e_{i},e_{j}\rangle \,} notranji produkt vektorjev {\displaystyle e_{i}\,} in {\displaystyle e_{j}\,}.

Gramova determinanta je kvadrat prostornine paralelotopa (posplošitev paralelepipeda na več razsežnosti), ki ga tvorijo vektorji. 

## Lastnosti
- Gramova matrika je pozitivno semidefinitna in vsaka semidefinitna matrika je Gramova matrika za neko skupino vektorjev. Ta množica vektorjev ni enolična. Gramova matrika katerekoli ortogonalne baze je enotska matrika.
- zaradi spremembe baze, ki je podana z obrnljivo matriko {\displaystyle P\,}, se Gramova matrika spremeni z matrično kongruenco v {\displaystyle P^{T}GP\,}.